# Graz Black Widows
Le Graz Black Widows  sono state una squadra di football americano femminile di Graz, in Austria, fondata nel 1998 e confluita nel 2015 nei Graz Giants.

## Dettaglio stagioni

### Tornei nazionali

#### Campionato

##### Austrian Football Division Ladies
| Stagione | regular season | regular season | regular season | regular season | regular season | regular season | playoff | playoff | playoff | playoff | playoff | playoff     | playoff               |
|          | Vin            | Par            | Per            | Tot            | PF             | PS             | Vin     | Per     | Tot     | PF      | PS      | risultato   | avversaria            |
| -------- | -------------- | -------------- | -------------- | -------------- | -------------- | -------------- | ------- | ------- | ------- | ------- | ------- | ----------- | --------------------- |
| 2008     | 2              | 0              | 2              | 4              | 112            | 106            | 0       | 1       | 1       | 6       | 26      | Ladies Bowl | Vienna Vikings Ladies |
| 2009     | 3              | 0              | 3              | 6              | 194            | 222            | -       | -       | -       | -       | -       | -           | -                     |
| 2011     | 0              | 0              | 4              | 4              | 12             | 133            | -       | -       | -       | -       | -       | -           | -                     |
| Totale   | 5              | 0              | 8              | 14             | 318            | 461            | 0       | 1       | 1       | 6       | 26      |             |                       |

Fonti: Enciclopedia del Football - A cura di Massimo Mezzetti

### Riepilogo fasi finali disputate
| Anno           | Luogo  | Evento                            | Fase del torneo | Incontro                                  | Risultato |
| 22 giugno 2008 | Vienna | Austrian Football Division Ladies | Ladies Bowl     | Vienna Vikings Ladies - Graz Black Widows | 26 - 6    |

## Palmarès
- 3 Ladies Bowl (2000, 2001, 2002)